# Ficus sycomorus
Il sicomoro (Ficus sycomorus L., 1753)  è una pianta appartenente alla famiglia delle Moracee, diffusa in Africa e Medio Oriente.

## Descrizione

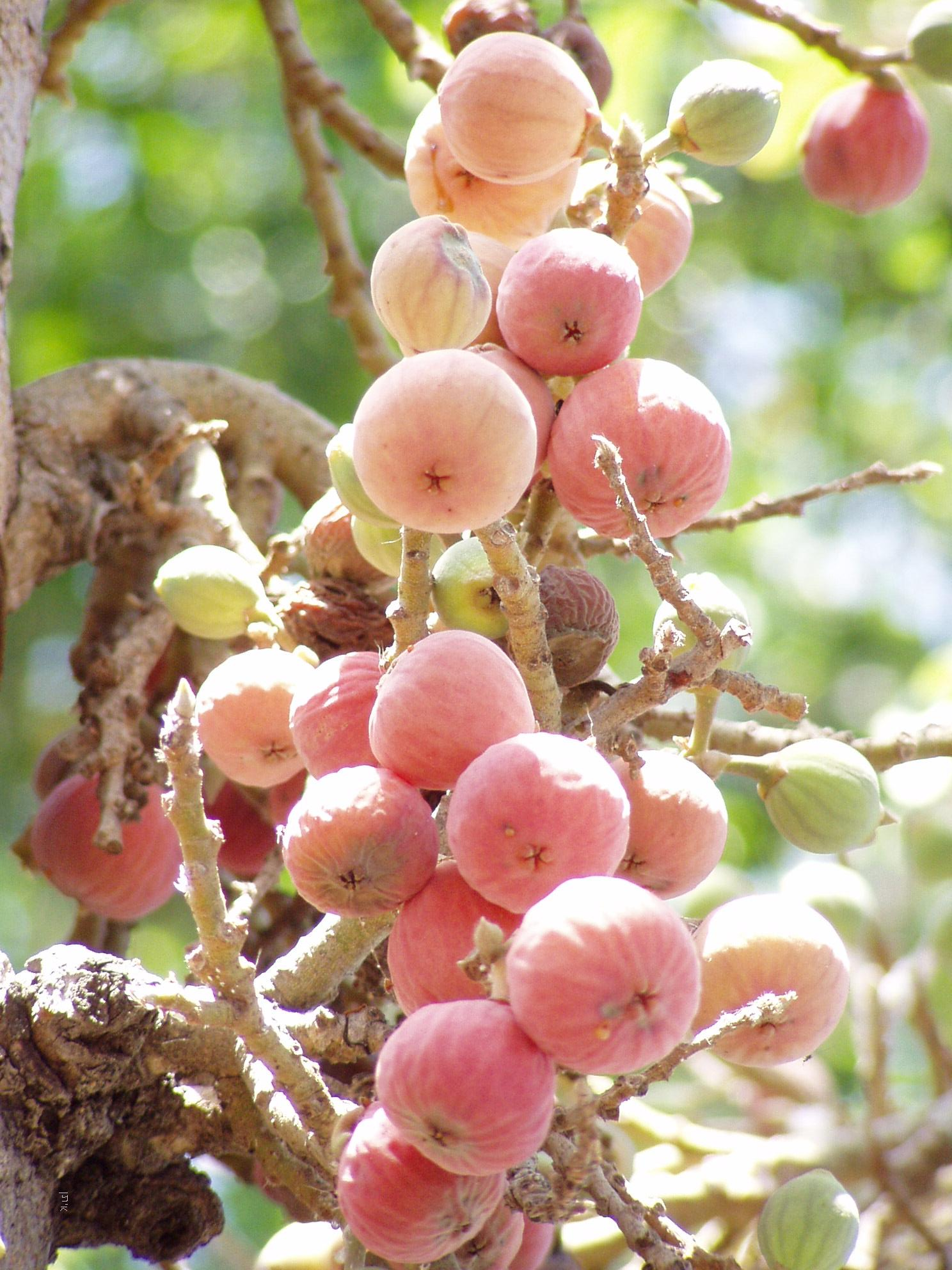
Frutti di sicomoro

Il sicomoro cresce fino ad un'altezza di 20 metri, e raggiunge i 6 metri di larghezza, con una chioma ampia e tondeggiante.

### Corteccia
La corteccia va dal verde-giallo all'arancione.

### Foglie
Le foglie hanno forma ovale con apice rotondo. Raggiungono i 14 cm di lunghezza per 10 cm di larghezza, e sono disposte a spirale intorno ai rami.

### Fiori e Frutti
Quello che comunemente viene ritenuto il frutto è in realtà una grossa infiorescenza carnosa piriforme (siconio), all'interno della quale sono racchiusi i fiori unisessuali, piccolissimi; una piccola apertura apicale, detta ostiolo, consente l'entrata degli imenotteri pronubi; i veri frutti, che si sviluppano all'interno dell'infiorescenza, sono dei piccoli acheni.

## Biologia
Le diverse specie di Ficus hanno in genere un rapporto strettamente specie-specifico con i loro impollinatori, che sono tutti imenotteri della famiglia Agaonidae. Il sicomoro rappresenta una eccezione in quanto può essere impollinato da due differenti agaonidi, Ceratosolen arabicus e Ceratosolen galili, che condivide con un'altra specie africana, Ficus mucuso.

## Distribuzione e habitat
La pianta cresce spontanea nel sud della penisola Arabica e in alcune regioni dell'Africa, dal Senegal  al Sudafrica, nonché in ristrette aree del Madagascar. È inoltre coltivata da epoche remote in Medio Oriente (Egitto Israele, Palestina e Siria).

## Il sicomoro nella storia dell'essere umano

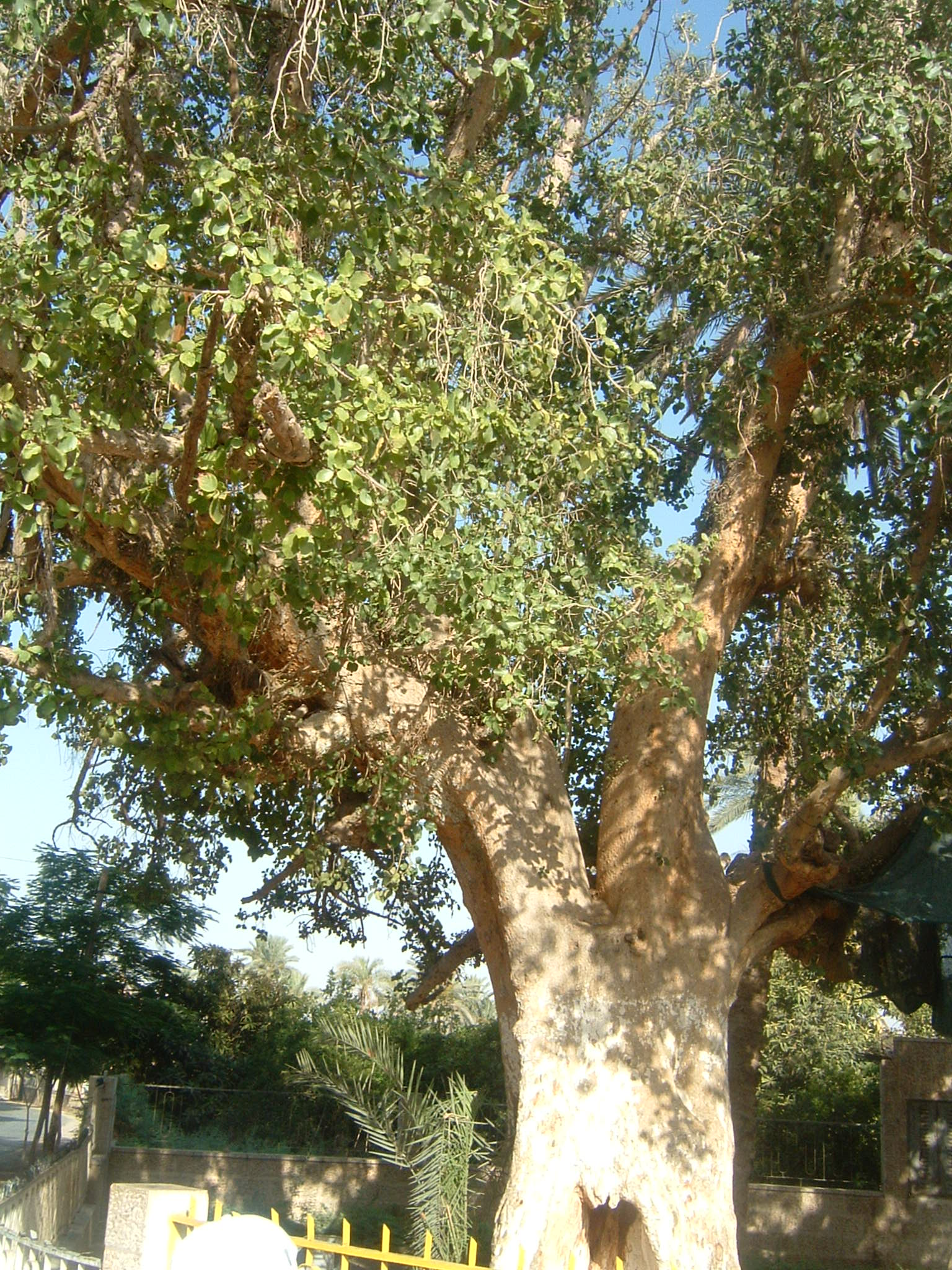
Il sicomoro che a Gerico ricorda l'incontro tra Gesù e Zaccheo.

Nella mitologia egizia il sicomoro era albero consacrato alla dea Hathor, detta anche la "Signora del sicomoro”. Era considerato simbolo di immortalità e il suo legno era usato per la fabbricazione dei sarcofagi.
Nel Libro di Amos, redatto ai tempi del Regno di Giuda attorno al 775-750 a.C., il profeta omonimo asserisce di essere stato, prima di dedicarsi alla missione profetica, "un pastore e pungitore di fichi di sicomoro"; il che testimonia che in quell'epoca l'albero era già presente in Palestina e utilizzato dall'uomo.
Nel Vangelo secondo Luca 19,1-10, è nominato un sicomoro nella città di Gerico.
Un abitante di Gerico, un certo Zaccheo, essendo basso di statura, per vedere Gesù sale su un sicomoro. Sempre in Luca, il versetto 17,6 propone come prova di fede lo sradicamento di un albero che la koinè greca neotestamentaria chiama συκαμίνῳ (sykamínō) e che la Nuova Riveduta traduce con sicomoro e non con gelso.
Alcune tradizioni lo ritenevano l'albero presso il quale si impiccò Giuda Iscariota nei racconti dei Vangeli, dandogli quindi una connotazione negativa, in contraddizione con il suo significato di vita; tuttavia, i rami del sicomoro appaiono robusti ma in realtà sono fragili, spezzandosi facilmente. Si diffusero quindi maggiormente tradizioni per le quali l'albero di Giuda era invece un Siliquastro.

## Usi
I frutti sono raccolti per uso alimentare e nella cosmesi.